# Ванда Гендрікс
Діксі Ванда Гендрікс (англ. Dixie Wanda Hendrix; нар. 3 листопада 1928, Джексонвілл, Флорида — пом. 1 лютого 1981, Бербанк, Каліфорнія) — американська теле- та кіноакторка.

## Життєпис
Народилась 3 листопада 1928 року в місті Джексонвіллі, штат Флорида, у сім'ї Макса Сильвестра Гендріксіс та Мері Елізи Бейлі. Виступала в маленькому театрі свого міста, коли її знайшов агент Ворнер Брос. Після підписання контракту з «Warner Bros.» вона з сім'єю переїхала до Каліфорнії. 

З лютого 1949 року по квітень 1950 року перебувала у шлюбі з Оді Мерфі. Після розлучення у 1954 році одружилася з Джеймсом Ленгфордом Стеком молодшим, братом Роберта Стека, з який прожила у шлюбі до 1958 року. У 1969 році одружилася з виконавчим директором нафтової компанії Стівом Ламонтом. Цей шлюб тривав до 1980 року.

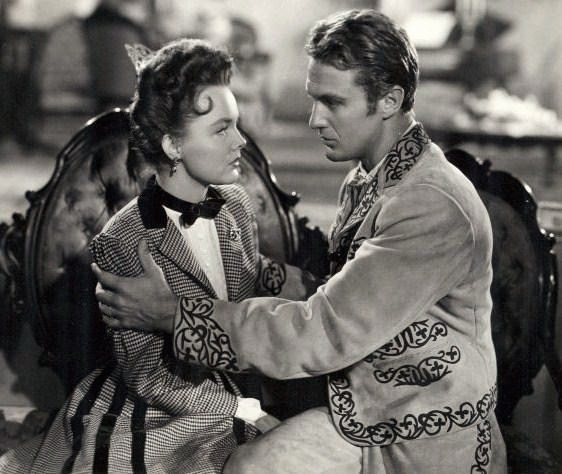
З Робертом Стеком у фільмі «Мій брат злочинець». 1951 рік

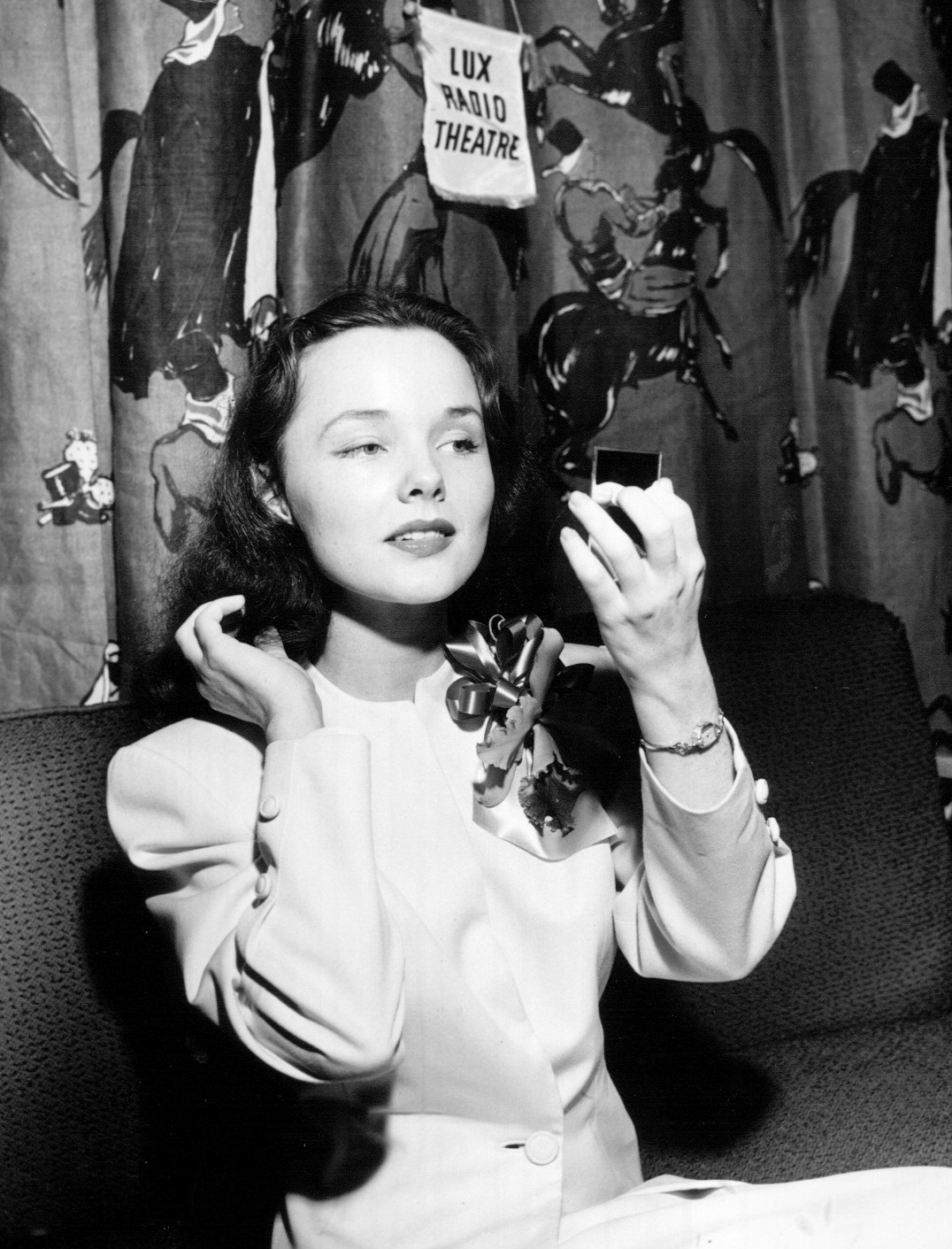
У телесеріалі «Люкс-відео театр». 3 травня 1949 р.

В останні роки життя Ванда Гендрікс хворіла важкою формою пневмонії, від якої померла 1 лютого 1981 року в Бербанку штат Каліфорнія, у віці 52 років. Похована у Меморіальному парку «Форест-Ловн».

## Фільмографія
| Рік       |   | Українська назва              | Оригінальна назва         | Роль                          |
| --------- | - | ----------------------------- | ------------------------- | ----------------------------- |
| 1974      | с | Поліцейська історія           | Police Story              | Сандра                        |
| 1972      | ф | За хвилину до смерті          | One Minute Before Death   | Ліза Букінґем                 |
| 1969      | с | Мої три сини                  | My Three Sons             | Керол Вайтинґ                 |
| 1964—1972 | с | Моя дружина мене причарувала  | Bewitched                 | Гелен Сільвертон              |
| 1964      | ф | Дорога до громової скелі      | Stage to Thunder Rock     | місіс Сара Своп               |
| 1963      | ф | Джонні Кул                    | Johnny Cool               | міс Конноллі                  |
| 1961      | ф | Хлопець який зловив крокодила | Boy Who Caught a Crook    | Лаура                         |
| 1960      | с | Бат Мастерсон                 | Bat Masterson             | Дафна                         |
| 1958      | с | Телефонний час                | Telephone Time            | Джоан Гортон                  |
| 1958      | с | Вагон потяга                  | Wagon Train               | Джульєта Крестон              |
| 1954      | ф | Чорні Дакоти                  | The Black Dakotas         | Рут Ловренс                   |
| 1954—1958 | с | Кульмінація                   | Climax!                   | Меґґі                         |
| 1954      | ф | Шосе Драґнет                  | Highway Dragnet           | Сьюзен Вілліс                 |
| 1954      | ф | Море втрачених кораблів       | Sea of Lost Ships         | Пат Кірбі                     |
| 1953      | с | Театр дзеркал                 | The Revlon Mirror Theater |                               |
| 1953      | ф | Останній загін                | The Last Posse            | Дебора Морлі                  |
| 1953      | ф | Південь Алжиру                | South of Algiers          | Енн Бернет                    |
| 1952—1953 | с | Театр Форда                   | Ford Theatre              | Трудді Дін                    |
| 1952      | ф | Територія Монтани             | Montana Territory         | Клер Енох                     |
| 1951      | ф | Мій брат злочинець            | My Outlaw Brother         | Себоторія Кармеліта Альварадо |
| 1951—1952 | с | Музей Пулітцерівської премії  | Pulitzer Prize Playhouse  |                               |
| 1951      | ф | Розбійник                     | The Highwayman            | Бесс Форсайт                  |
| 1950      | ф | Бродяга в сідлі               | Saddle Tramp              | Делла                         |
| 1950      | с | Люкс-відео театр              | Lux Video Theatre         | Суматра                       |
| 1950      | ф | Адмірал був леді              | The Admiral Was a Lady    | Жан Медісон, «Адмірал»        |
| 1950      | ф | Сьєрра                        | Sierra                    | Райлі Мартін                  |
| 1950      | ф | Капітан Кері, США             | Captain Carey, U.S.A.     | баронеса Джулія де Ґреффі     |
| 1949      | ф | Принц лисиць                  | Prince of Foxes           | Камілла Вероно                |
| 1949      | ф | Відтепер і довіку             | Song of Surrender         | Ебіґейл Гант                  |
| 1949      | ф | Моє власне справжнє кохання   | My Own True Love          | Шейла Гіт                     |
| 1948      | ф | Мільйони міс Татлок           | Miss Tatlock's Millions   | міс Татлок                    |
| 1947      | ф | Поїздка на рожеву коні        | Ride the Pink Horse       | Піла                          |
| 1947      | ф | Дівчина з вар'єте             | Variety Girl              |                               |
| 1947      | ф | Ласкаво просимо незнайомцю    | Welcome Stranger          | Емілі Волтерс                 |
| 1947      | ф | Нора Прентісс                 | Nora Prentiss             | Боніта «Банні» Телбот         |
| 1945      | ф | Секретний агент               | Confidential Agent        |                               |